# CA San Lorenzo de Almagro

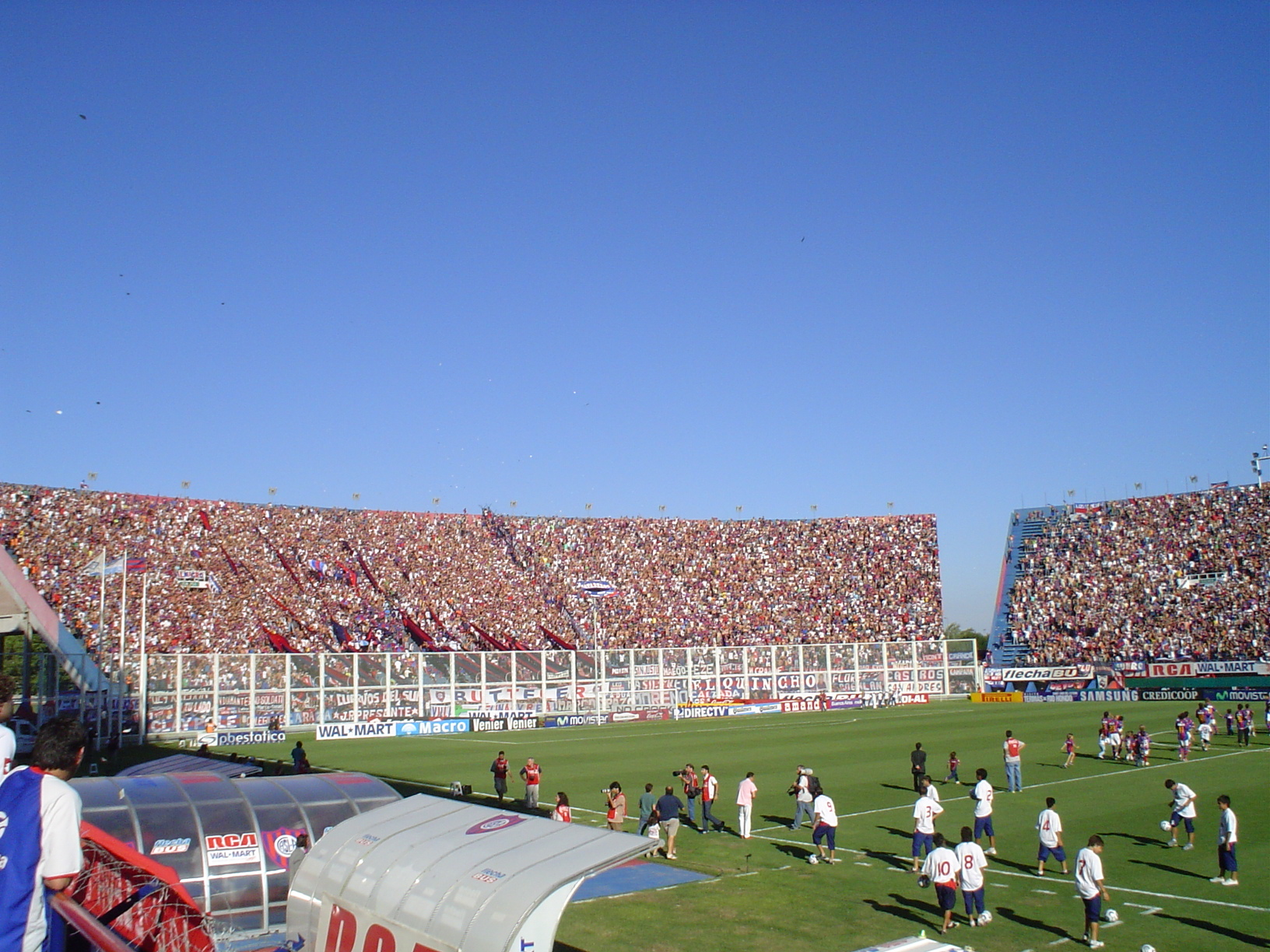

Club Atlético San Lorenzo de Almagro, beter bekend als San Lorenzo, is een Argentijnse voetbalclub uit Boedo, Buenos Aires, opgericht in 1908. San Lorenzo behoort samen met River Plate, Boca Juniors, Independiente en Racing Club tot de cinco grandes, de Grote Vijf van het Argentijnse voetbal. Thuisstadion is het Estadio Pedro Bidegain. Buiten voetbal is de club ook actief in basketbal, veldhockey, handbal, vechtkunst, tennis, volleybal en rugby union. De aartsrivaal van de club is Huracán.

## Geschiedenis

### Ontstaan

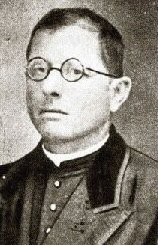
Priester Lorenzo Massa, waar de club o.a. naar genoemd werd.

In het begin van de twintigste eeuw werden in de barrio (wijk) Almagro van Buenos Aires straatvoetbalwedstrijden gehouden onder de jongeren van de wijk. Na de komst van trams en bussen in Almagro werd straatvoetbal te gevaarlijk. Nadat een jongere bijna om het leven kwam door een voorbijrijdende tram mochten de jongeren van de katholieke priester Lorenzo Massa de wedstrijden in de kerktuin houden op voorwaarde dat ze op zondag naar de mis zouden gaan. In 1908 werd dan officieel een voetbalclub opgericht. Een eerste naamsvoorstel was Los Forzozos de Almagro zoals de straatjongeren hun club al destijds noemden. Echter keurde priester Massa deze naam af. Een ander voorstel was om de club San Lorenzo te noemen om de priester te eren, maar ook dat wees hij af. Uiteindelijk accepteerde hij de naam maar met de uitleg dat de naam een eerbetoon was aan Laurentius van Rome en de Slag om San Lorenzo, een belangrijke veldslag in teken van de Argentijnse onafhankelijkheid. Federico Monti, een ander stichtend lid stelde voor om ook de wijknaam Almagro toe te voegen aan de clubnaam. Omdat ze geen thuishaven hadden werden de wedstrijden gespeeld op een veld van de Club Martínez, uit het naburige Martínez. De eerste officiële wedstrijd werd op 26 april 1914 gespeeld tegen CA Excursionistas.

### Amateurtijdperk

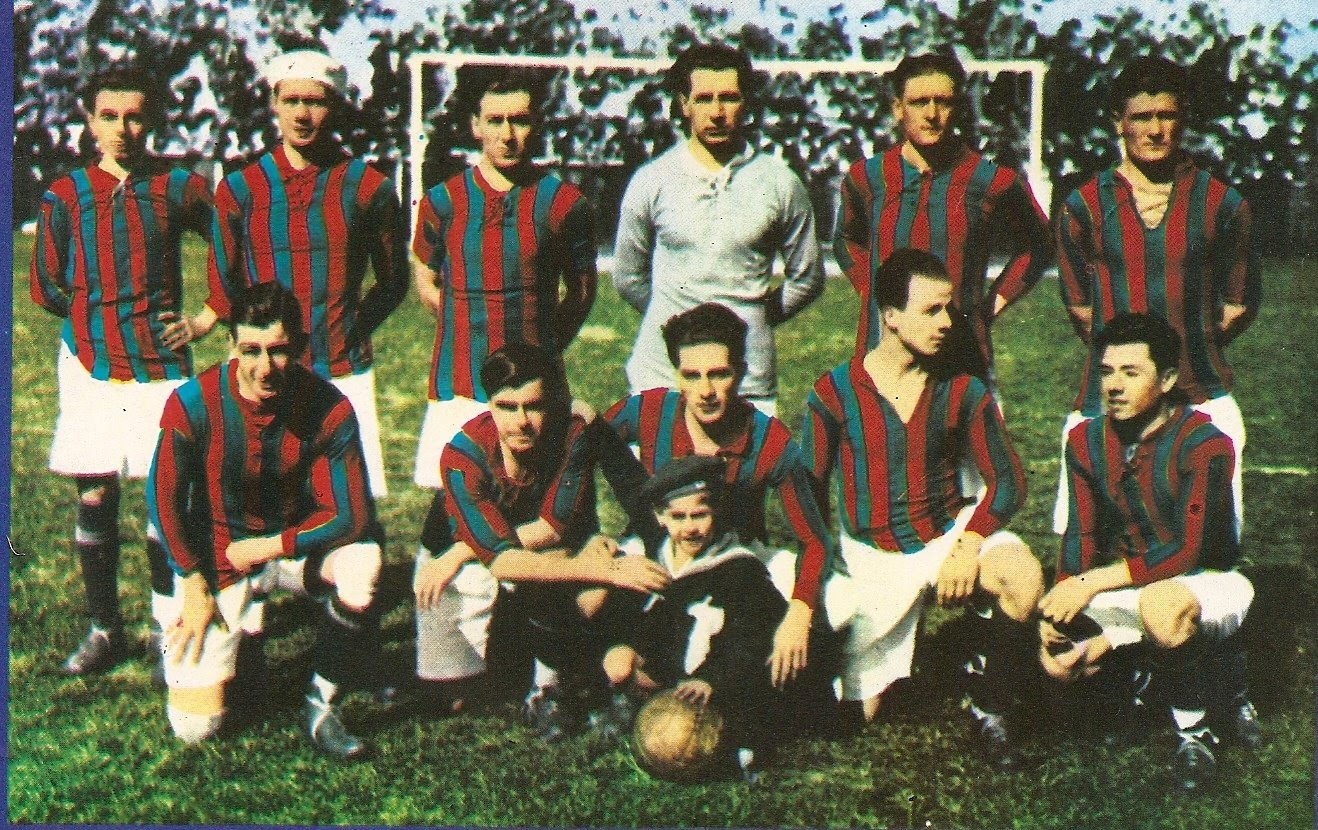
Elftal dat in 1923 de eerste titel won.

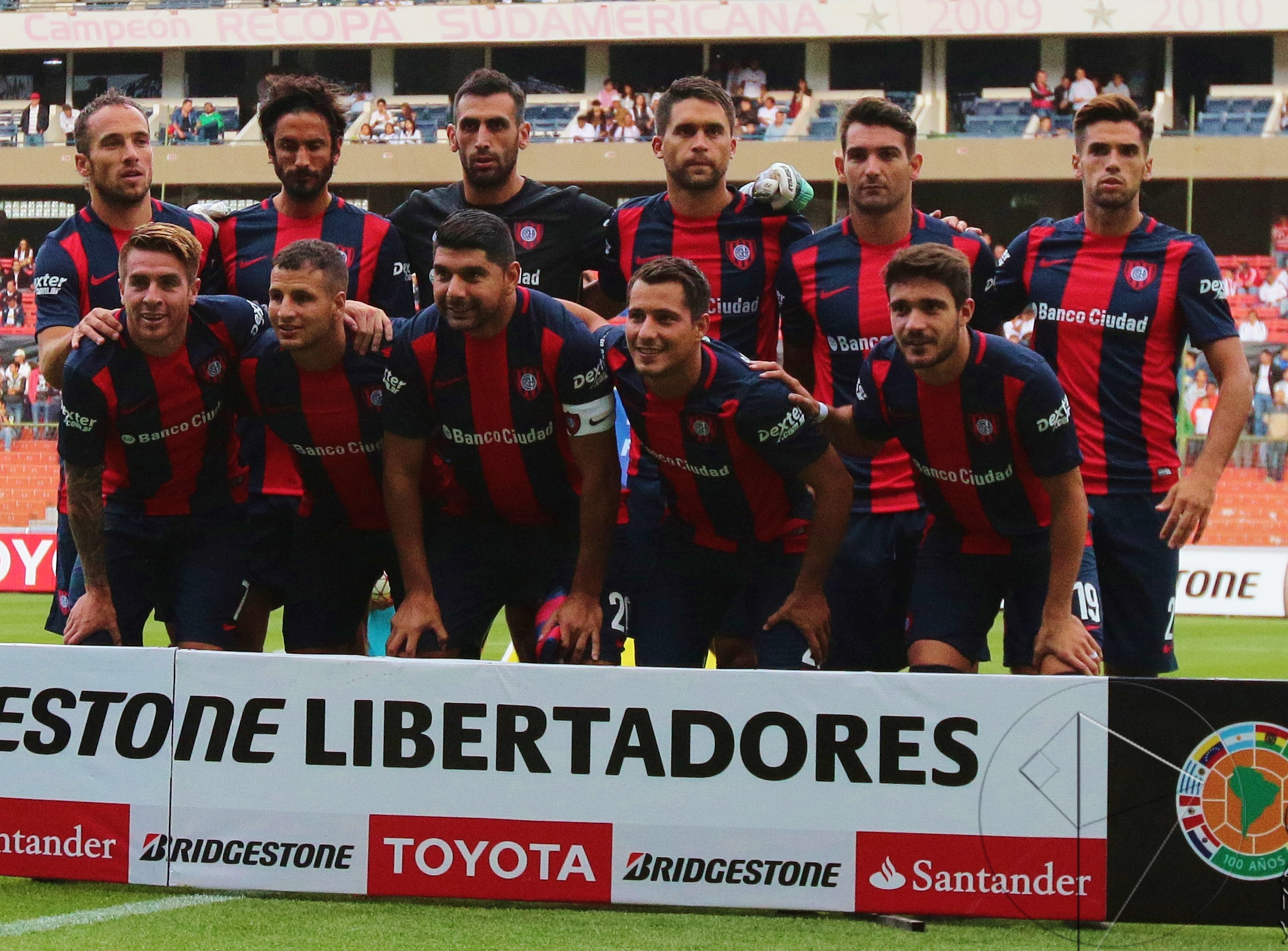

De club begon in de tweede divisie en eindigde samen met Excursionistas op de eerste plaats. Beide clubs speelden een finale die eerst op 0-0 eindigde en in de terugmatch op 5-0 voor San Lorenzo. De club nam nu deel aan de eindronde voor promotie en bereikte de finale die ze met 3-0 wonnen van Club Honor y Patria. De club maakte zijn debuut in de hoogste klasse op 4 april 1915 tegen CA Platense en kreeg meteen een pak slaag (5-1). Op de zevende speeldag kon de club, tegen CA Floresta, de eerste overwinning op zijn naam schrijven. Aan het einde van het seizoen eindigde de club samen met Gimnasia y Esgrima Buenos Aires op een gedeelde twaalfde plaats op 25 clubs.
Op 7 mei 1916 werd het nieuwe Estadio Gasómetro ingehuldigd bij een wedstrijd tegen Estudiantes de La Plata en werd met 2-1 gewonnen. Datzelfde jaar eindige de club op een zevende plaats in de competitie. De volgende seizoenen eindigde de club in de middenmoot. In 1919 splitste de competitie zich op tijdens het seizoen na onenigheden. San Lorenzo ging in een nieuwe competitie spelen en werd daar zesde, maar deze competitie wordt niet officieel erkend. Een jaar later speelde de club wel weer in de reguliere competitie en eindigde in 1920 en 1922 op een derde plaats. In 1923 won de club dan eindelijk de eerste landstitel. San Lorenzo won 17 van zijn 20 wedstrijden en won dat jaar ook een eerste internationale trofee, de Copa Campeonato del Río de la Plata. De volgende twee seizoenen moest de club Racing Club en Independiente voor laten gaan in de rangschikking, maar in 1927 kon de club wel opnieuw de titel binnen halen. Datzelfde jaar won de club ook opnieuw de Copa Aldao, in de finale tegen het Uruguayaanse Rampla Juniors. De club werd steeds populairder en kreeg meer en meer supporters, wat hen de status bij de Grote Vijf opleverde. Na een zesde plaats werd de competitie in 1929 in twee groepen verdeeld. San Lorenzo eindigde samen met Boca Juniors op de eerste plaats, maar verloor daarna de strijd om de eerste plaats.

### Proftijdperk

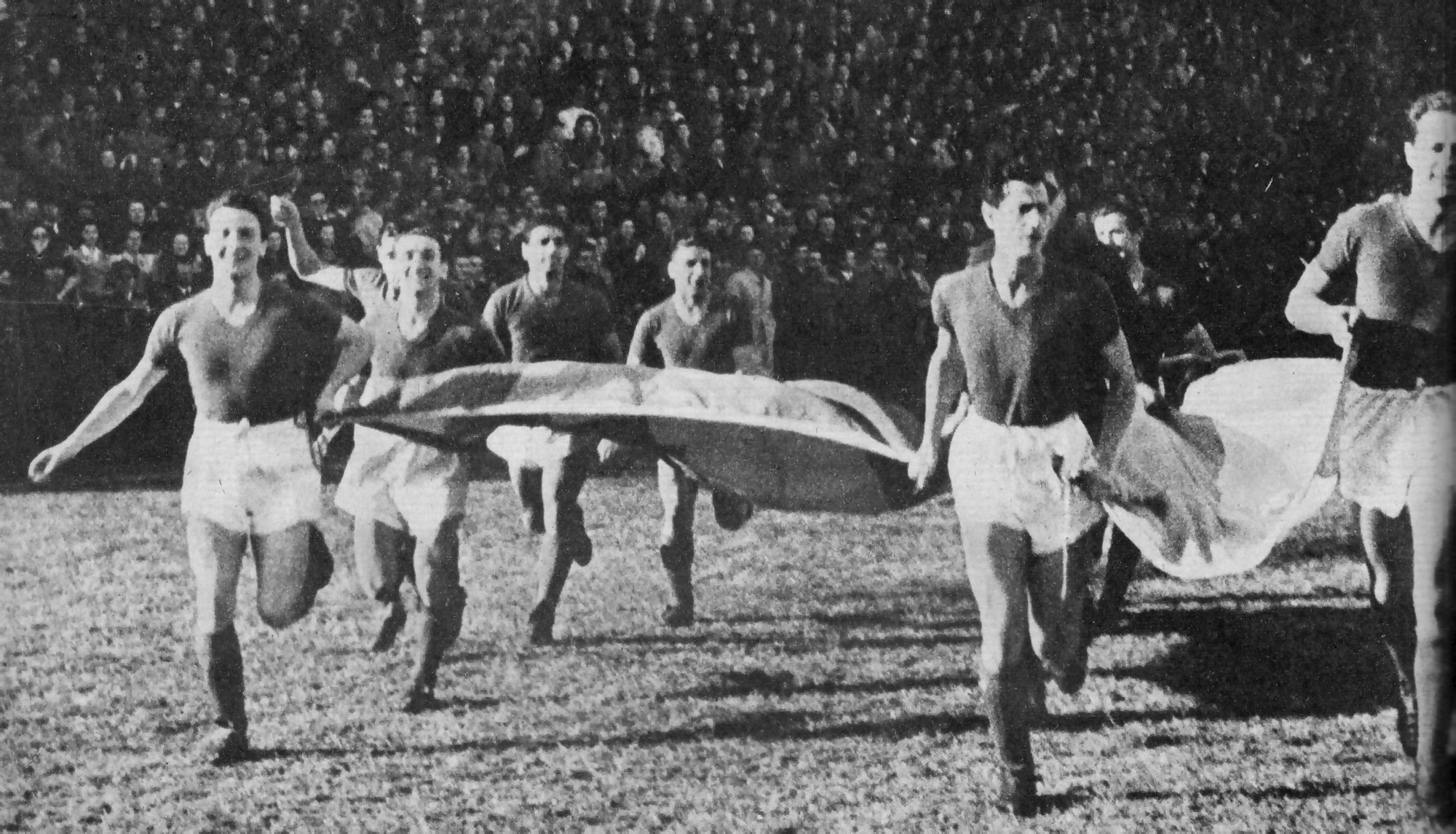
De spelers van San Lorenzo voor een vriendschappelijke wedstrijd tegen Spanje op 16 januari 1947

In 1931 voerde de Argentijnse bond het professionalisme in. De amateurcompetitie van de vorige jaren bleef wel nog tot 1934 bestaan, maar de grootste clubs maakten de overstap naar het profvoetbal, zo ook San Lorenzo. In het eerste seizoen werd de club vicekampioen achter Boca Juniors. Twee jaar later werd de eerste proftitel binnen gerijfd. Na twee derde plaatsen volgde een nieuwe titel in 1936. De volgende jaren was de club een subtopper. Begin jaren veertig werd de club twee keer vicekampioen achter River Plate en bleef ook daarna in de subtop. Een nieuwe titel volgde in 1946. Hierna ging de club op tournee in Spanje en Portugal. Ze verloren van Real Madrid en versloegen daarna FC Barcelona en zowel het Spaanse als het Portugese nationale elftal. De Spaanse pers bestempelde San Lorenzo hierop als het beste team ter wereld. René Pontoni kreeg een contract aangeboden in Barcelona maar weigerde Argentinië te verlaten, waarop Barcelona dan Alfredo Di Stéfano weghaalde bij River Plate. Rinaldo Martino bleef wel in Europa en zou later een ster worden bij Juventus FC.
De rest van de jaren veertig eindigde de club nog in de top vier, maar het duurde tot 1957 vooraleer de club nog eens in de top drie eindigde, toen de club tweede werd achter River Plate. Twee jaar later werd opnieuw de landstitel gewonnen. Door de oprichting van de Copa Libertadores mocht de club nu ook internationaal de weide in. In de eerste editie bereikte de club de halve finale, die ze van CA Peñarol verloren.
De volgende jaren waren erg wisselvallig met plaatsen in de subtop en middenmoot. In 1968 won de club opnieuw de titel zonder één keer te verliezen dat seizoen. In 1972 won de club zowel de Metropolitano als de Nacional titel onder leiding van trainer Juan Carlos Lorenzo en twee jaar later nog eens de Nacional.
Eind jaren zeventig verzeilde de club in een economische crisis waardoor ze zelfs hun stadion moesten verkopen. Er volgde zelfs een degradatie in 1981. Echter keerde de club al na één seizoen met veel bombarie en torenhoge supportersaantallen terug naar de hoogste klasse. De club eindigde bij de terugkeer zowaar tweede achter Independiente. In 1987/88 werd opnieuw de tweede plaats bereikt, nu achter CA Newell's Old Boys. Het duurde echter tot de Clausura van 1994/95 vooraleer een nieuwe titel behaald werd. In 2001 won de club de Copa Mercosur tegen het Braziliaanse CR Flamengo. Datzelfde jaar werd ook een nieuwe landstitel behaalde in de Clausura. In december 2002 werd ook de eerste editie van de Copa Sudamericana gewonnen in de finale tegen het Colombiaanse Atlético Nacional. Hierdoor speelde de club ook de Recopa Sudamericana tegen de Copa Libertadores winnaar Club Olimpia, maar deze wedstrijd werd verloren. In 2007 won de club de Clausura. In de Copa Libertadores 2008 bereikte de club de kwartfinale tegen LDU Quito. In de Apertura van 2008 eindigde de club samen met Boca Juniors en CA Tigre eerste waardoor er een play-off kwam tussen de drie clubs. Alle drie de clubs wonnen één wedstrijd en verloren de andere waardoor nu het doelsaldo telde en Boca aan het langste eind trok. Hierna vielde prestaties tegen en eindigde de club zelfs in de lagere middenmoot. In 2013 kon de club wel het Torneo Inicial weer winnen.
In 2014 won San Lorenzo zijn eerste Copa Libertadores. In de finale versloeg de Club Nacional uit Paraguay met 2-1 over twee wedstrijden, met een 1-0-overwinning in de laatste wedstrijd in het Estadio Pedro Bidegain. Hierdoor mocht San Lorenzo meedoen aan het WK voor clubs in Marokko. In de finale verloren zij tegen Real Madrid met 2-0.

## Erelijst
Nationaal
- Primera División (15)

1923, 1924, 1927, 1933, 1936 (Copa de Honor), 1946, 1959, 1968 Metropolitano, 1972 Metropolitano, 1972 Nacional, 1974 Nacional, 1995 Clausura, 2001 Clausura, 2007 Clausura, 2013 Inicial
- Primera División B (1)

1982
- Primera División C (1)

1914
- Copa de la república (1)

1943
- Supercopa Argentina (1)

2015
Internationaal
- CONMEBOL Libertadores (1)

2014
- CONMEBOL Sudamericana (1)

2002
- Copa Mercosur (1)

2001
- Copa Campeonato del Río de la Plata (1)

1923
- Copa Aldao (1)

1927

## Bekende (oud-)spelers
- Sebastián Abreu
- Gilberto Angelucci
- Augusto Batalla
- Gonzalo Bergessio
- Carlos Bilardo
- José Luis Chilavert
- Angel Correa

- Rodolfo Fischer
- José Iraragorri
- Ezequiel Lavezzi
- Paolo Montero
- Iker Muniain
- Mariano Pernía
- Gustavo Quinteros

- Héctor Rial
- Oscar Ruggeri
- Bernardo Romeo
- José Sanfilippo
- Marcos Senesi
- Mario Yepes
- Pablo Zabaleta

## Paus
- Jorge Mario Bergoglio, paus Franciscus, was een supporter van San Lorenzo.